# USS Wisconsin (BB-9)
Pour les autres navires du même nom, voir USS Wisconsin.
L'USS Wisconsin (BB-9) est un cuirassé de classe Illinois en service dans l'United States Navy de 1901 à 1920.

## Histoire
Le traité de Wisconsin, ou traité du Wisconsin, qui met fin à la guerre des Mille Jours, guerre civile colombienne commencée le 17 août 1899, est signé sur ce navire le 21 novembre 1902.